# 邵靄如
邵靄如，是台灣精算師，前任銘傳大學風險管理與保險學系主任；2016年6月8日任職國家年金改革委員會委員，立場為：
|  | 改革最重要是希望能建立『不見得大家能完全滿意、但對參與的國民有合理保障』的制度；這個制度能永續的照顧不同職域和世代，避免進入貧窮，有合理的老年經濟生活。期待年金改革委員會是理性溝通對話的平台。 |

## 外部連結
- 總統府國家年金改革委員會-委員名單 （页面存档备份，存于）